# Pseudopanurgus pectiphilus
Pseudopanurgus pectiphilus är en biart som först beskrevs av Cockerell 1913.  Pseudopanurgus pectiphilus ingår i släktet Pseudopanurgus och familjen grävbin. Inga underarter finns listade i Catalogue of Life.